# Ox (Alto Garona)
Ox es una antigua comuna francesa en el departamento del Alto Garona, actualmente unido a la comuna de Muret.

## Geografía
Ox se encuentra al suroeste de Muret, en la carretera de Saint-Hilaire, entre el Louge y su afluente el arroyo del Aussau.

## Historia
Comuna efímera erigida durante la Revolución Francesa, fue adscrita en 1790 a Muret.

## Vida práctica

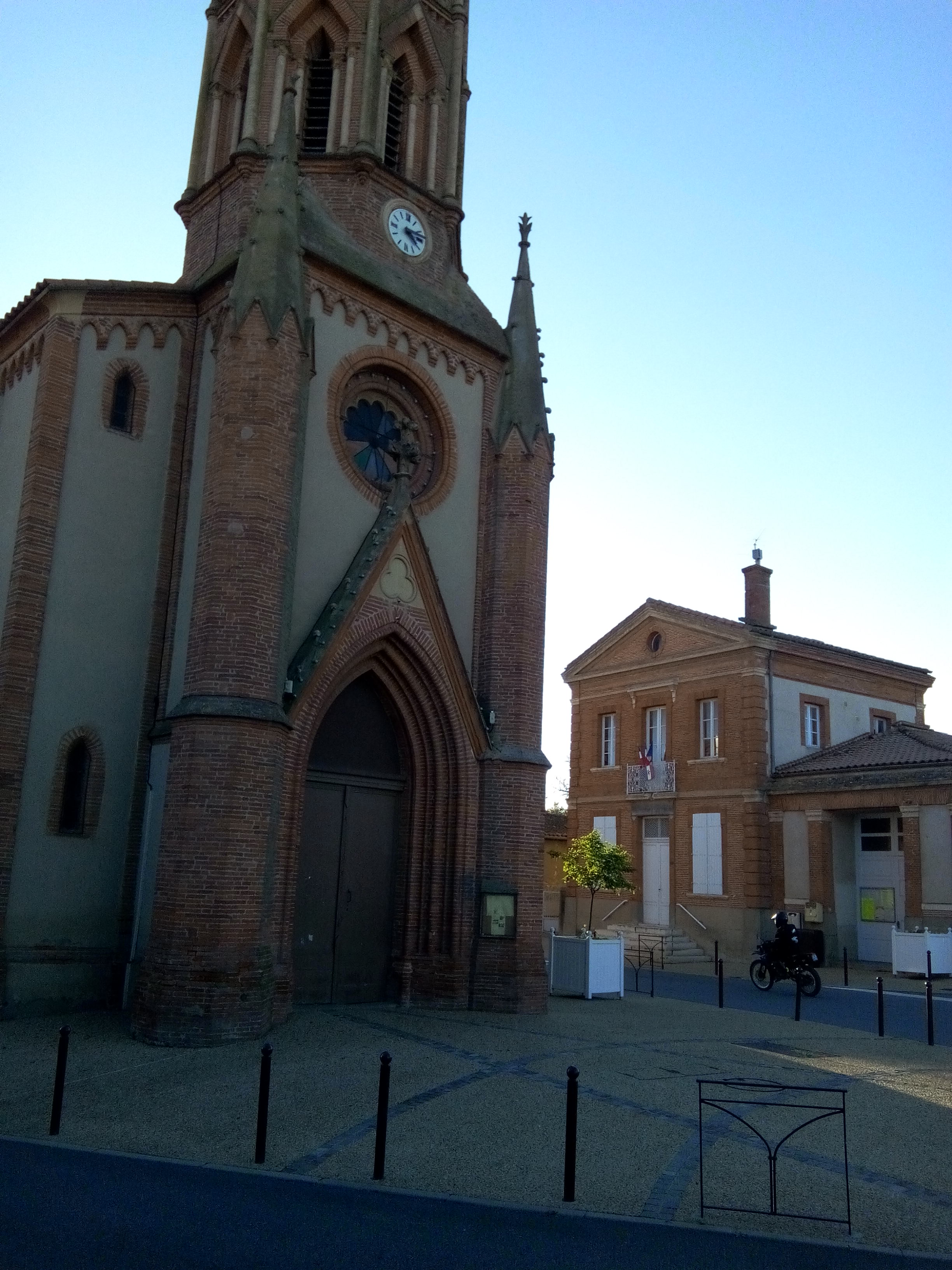
Iglesia y antiguo ayuntamiento al fondo

### Educación
Ox tiene una escuela de párvulos.

### Cultura, celebración, deporte
Sala de festivales, 12.ª etapa del Tour de Francia 2019, campo de fútbol.

## Lugares y monumentos
- Antiguo molino
- Iglesia de San Martin.

## Personalidades vinculadas al municipio
- Germerio de Tolosa, obispo de Toulouse quien Clodoveo I concede las tierras de Ox.